# Савиу душ Сантуш, Домингуш
Домингуш Савиу душ Сантуш (порт. Domingos Savio dos Santos; род. 1 февраля 1998) — восточнотиморский легкоатлет, выступавший в беге на короткие и средние дистанции. Бронзовый призёр летних юношеских Олимпийских игр 2014 года.

## Биография
Домингуш Савиу душ Сантуш родился 1 февраля 1998 года.
В 2014 году вошёл в состав сборной Восточного Тимора на летних юношеских Олимпийских играх в Нанкине. В беге на 800 метров занял в полуфинале последнее, 7-е место, показав результат 2 минуты 3,88 секунды. В финале за 14-18-е места занял 4-е место (2.02,58). В эстафете 8х100 метров смешанная команда, в которую входил Савиу душ Сантуш, заняла в финале 3-е место с результатом 1.43,60, уступив победителям 3,40 секунды.
В 2015 году участвовал в Играх Юго-Восточной Азии в Сингапуре, где в беге на 400 и 800 метров занял 6-е место. На 400-метровке установил рекорд Восточного Тимора — 50,79 секунды.

## Личные рекорды
- Бег на 400 метров — 50,79 (12 июня 2015, Сингапур)[3]
- Бег на 800 метров — 1.58,67 (10 июня 2015, Сингапур)[3]